# The Deep End (filme)
The Deep End (br: Até o Fim) é um filme de suspense estadunidense de 2001 escrito e dirigido por David Siegel e Scott McGehee. É estrelado por Tilda Swinton, Goran Visnjic, Jonathan Tucker e Josh Lucas e foi lançado pela Fox Searchlight Pictures.
O seu roteiro foi vagamente adaptado do romance The Blank Wall de Elizabeth Sanxay Holding. Estreou em competição no Festival de Cinema de Sundance onde o cineasta inglês Giles Nuttgens ganhou o prêmio de Melhor Fotografia.

## Elenco
- Tilda Swinton como Margaret Hall
- Goran Višnjić como Alek Spera
- Jonathan Tucker como Beau Hall
- Peter Donat como Jack Hall
- Josh Lucas como Darby Reese
- Raymond J. Barry como Carlie Nagle
- Tamara Hope como Paige Hall
- Jordon Dorrance como Dylan Hall
- Holmes Osborne como Loan Officer